# Плохово (Калузька область)
Плохово (рос. Плохово) — присілок в Сухиницькому районі Калузької області Російської Федерації.
Населення становить 7 осіб. Входить до складу муніципального утворення Село Фролово.

## Історія
Від 2004 року входить до складу муніципального утворення Село Фролово

## Населення
| 2002 | 2010 |
| ---- | ---- |
| 24   | ↘7   |